# Oleria gunilla
Oleria gunilla är en fjärilsart som beskrevs av William Chapman Hewitson 1858. Oleria gunilla ingår i släktet Oleria och familjen praktfjärilar. Inga underarter finns listade i Catalogue of Life.

## Bildgalleri

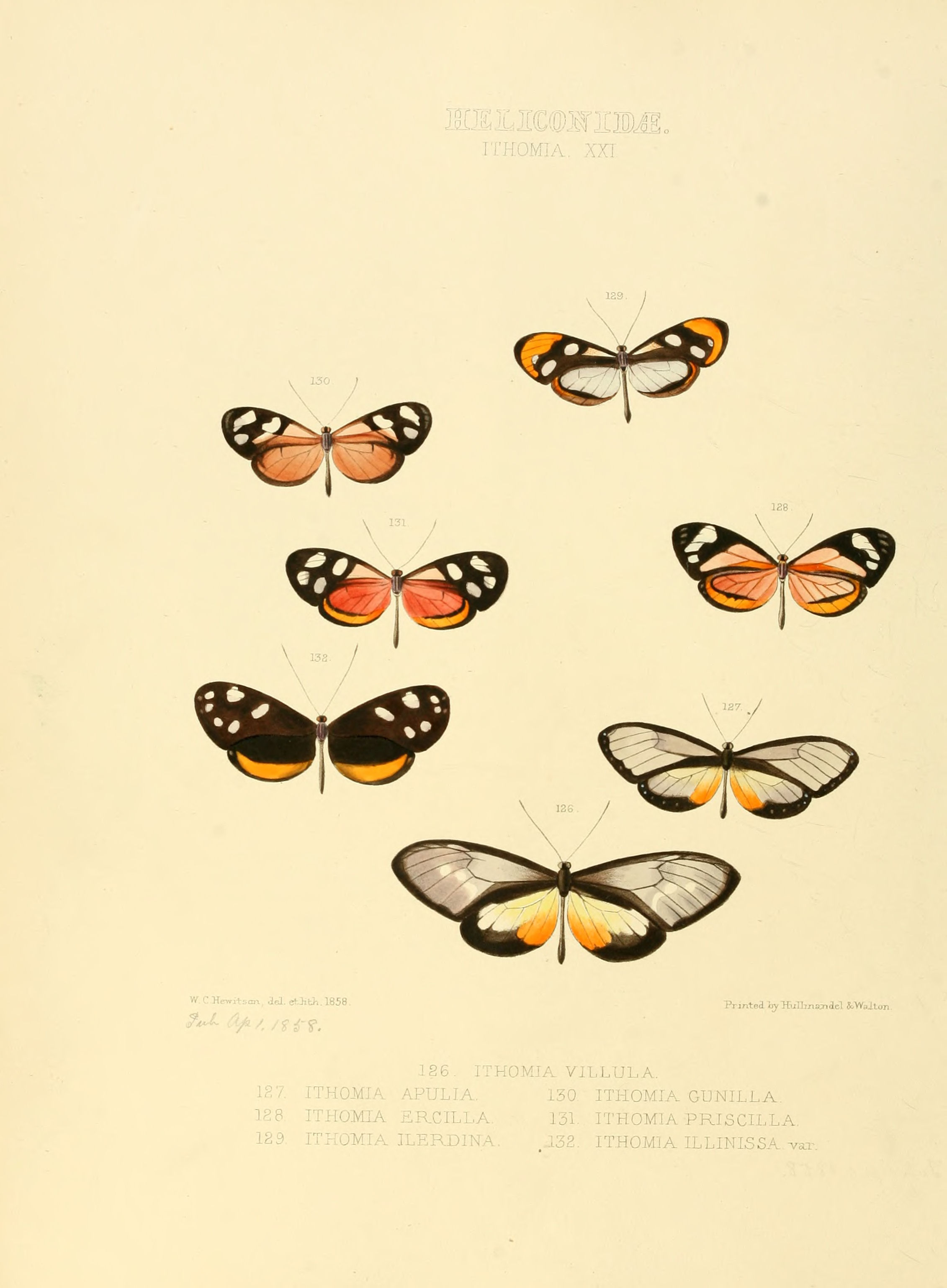
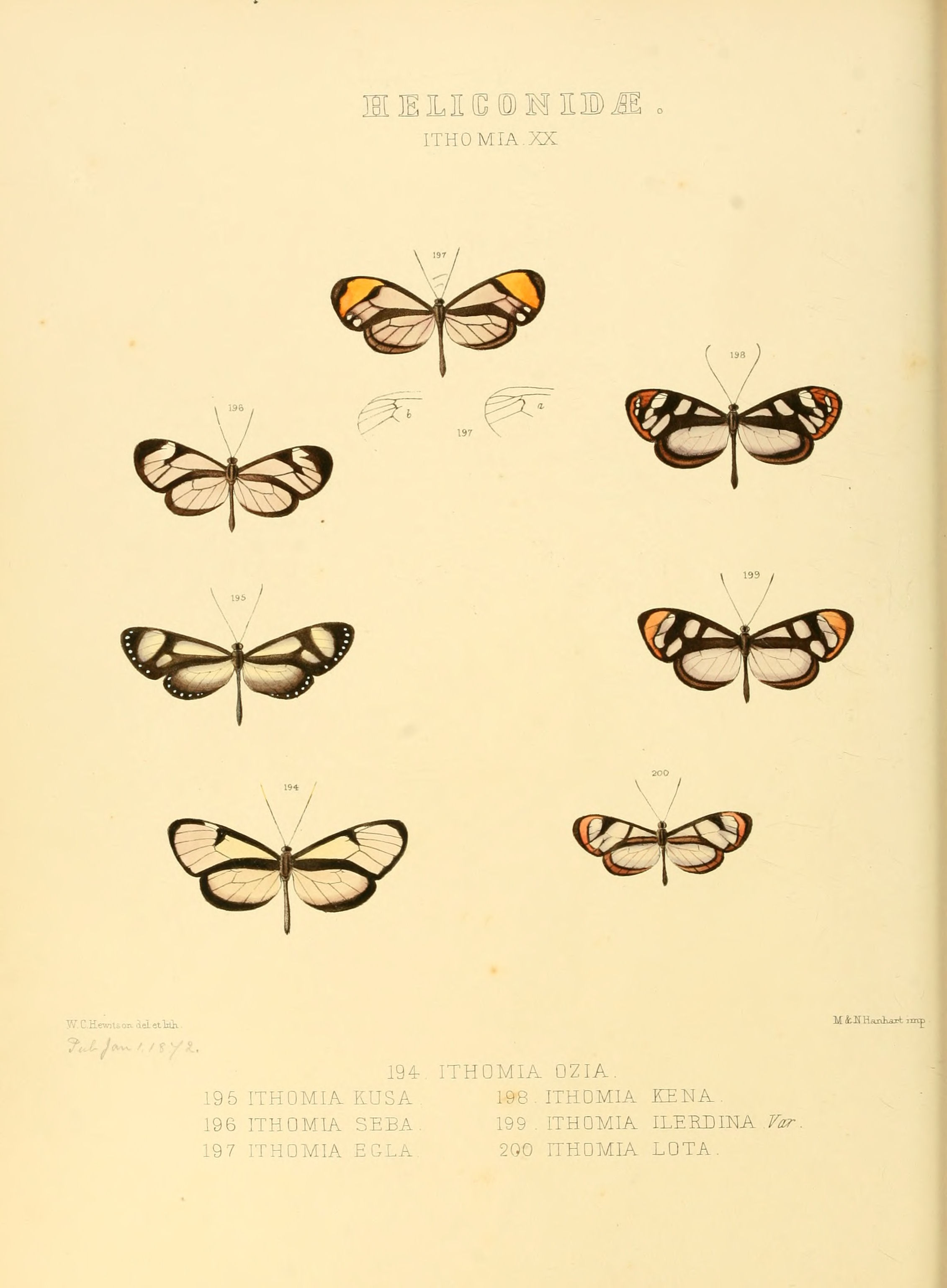
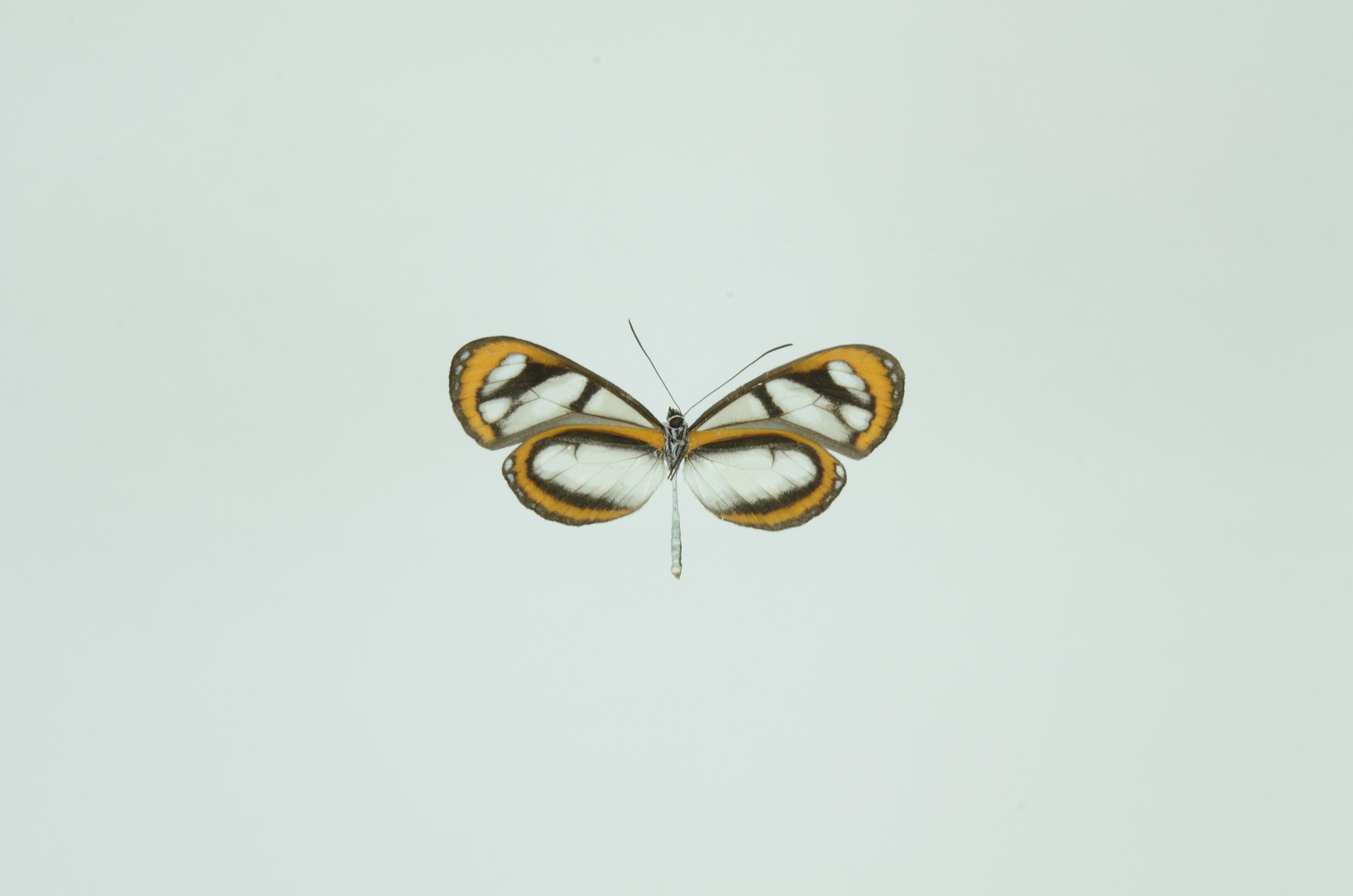